# Château-Verdun
Château-Verdun is een gemeente in het Franse departement Ariège (regio Occitanie) en telt 54 inwoners (2009). De plaats maakt deel uit van het arrondissement Foix.

## Geografie
De oppervlakte van Château-Verdun bedraagt 0,8 km², de bevolkingsdichtheid is dus 67,5 inwoners per km².
De onderstaande kaart toont de ligging van Château-Verdun met de belangrijkste infrastructuur en aangrenzende gemeenten.

## Demografie
Onderstaande figuur toont het verloop van het inwonertal (bron: INSEE-tellingen).

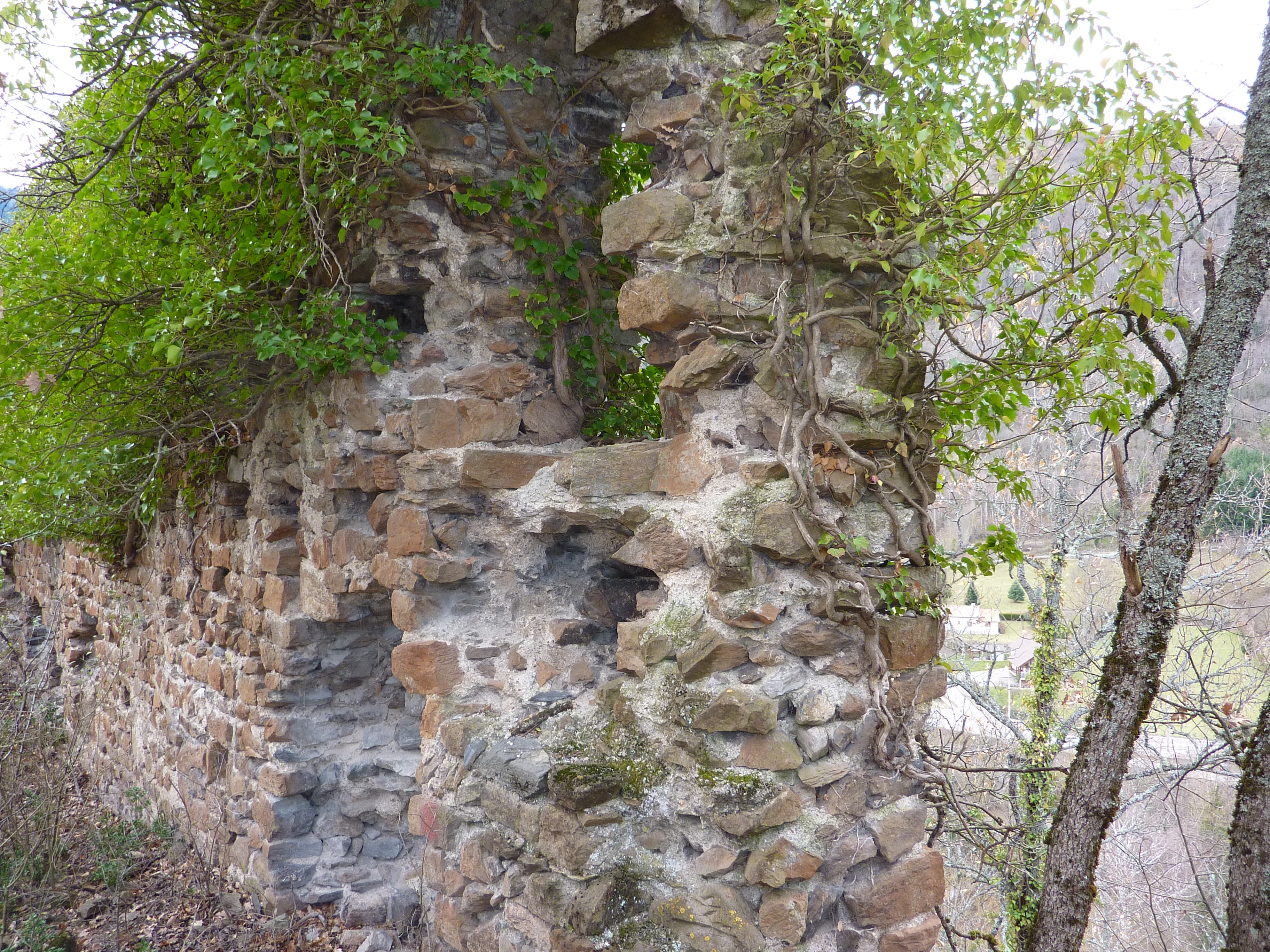
Ruïnes van het middeleeuws kasteel

Vanwege een beveiligingsprobleem met de MediaWiki Graph-software is het momenteel niet mogelijk deze grafiek weer te geven. Zodra de software is bijgewerkt zal de grafiek vanzelf weer zichtbaar worden.

## Historiek
Het kasteeldomein van Verdun was ooit de grafelijke villa van graaf Roger I van Carcassonne in de 10e eeuw. De villa had de naam Villa Verdunis of domein van Verdo, van wie verder niets bekend is. De graaf schonk het hele domein aan de abdij van Saint-Volusien in Foix. De heerlijkheid Château-Verdun behoorde in de middeleeuwen tot het graafschap Foix. In de 15e eeuw kregen de lokale heren van Verdun weer macht in de streek. De ruïnes van hun kasteel bestaan nog. In 1750 bouwde heer Gudanes een nieuw klassicistisch kasteel: Château de Gudanes; Gudanes werd de laatste kasteelheer van Verdun door toedoen van Franse revolutionairen(1789).
In 1793 werd het dorp van Verdun een aparte gemeente los van Château-Verdun. Deze laatste gemeente droeg de naam Liberté-Verdun (tot 1801) en nadien terug de naam Château-Verdun.